# John Nonnen
John Nonnen, född 25 januari 1770 i Liverpool, död 8 maj 1845 i Göteborg, var en svensk affärs- och industriman. 

## Biografi
John Nonnen var son till Egbert Nonnen och Anna, född Osborne. Fadern var en till Liverpool inflyttad köpman från Bremen. Genom spekulationsaffärer i Sydafrika förlorade han sina pengar och lär ha dött av förtvivlan över detta. År 1783 blev då sonen John omhändertagen av sin farbror Johan Nonnen, som var borgmästare i Bremen. Den utblottade modern och de två barnen levde av arrendet från en liten egendom nära Manchester. Därefter fick han anställning som bokhållare i en Hamburgfirma, Lorent am Ende, som förestods av Carl Anton Lorent. Nonnen blev samtidigt inneboende hos familjen Lorent. Dennes äldste son Abraham Robert Lorent och Nonnen blev snart vänner, och den 1 juni 1798 gifte sig Nonnen med hans syster Anna Mathilda Lorent. Barn: Fanny (född 1799), Edward (1804), Mary (född 1808), Emily (1812), Charlotte (1813) och Ann (1815). Han blev även delägare i firman 1795. Nonnen tog även efter moderns död i England hand om sin syster, som också flyttade till Hamburg.
I samband med Napoleonkrigen 1809 beslutade Nonnens att flytta till England, men då Napoleon avbrutit all förbindelse med detta land, måste flyttningen ske i all hemlighet. Han företog med sin familj en äventyrlig resa genom Tyskland, Schweiz och Italien, och då han återkom till Hamburg, härjade fransmännen där som värst. Nonnen reste som borgare i Hamburg och man var noga med att inte avslöja sin engelska identitet, då detta kunde vara riskabelt. Resan gick genom Neapel, Rom och Genua, med flera. Det var endast tack vare sin svågers förbindelser med den svenske generalkrigskommissarien i Tyskland, Gustaf Fredrik Wirsén, som det blev möjligt för Nonnen att komma ut ur landet. Med möda undkom Nonnen till Rostock, därifrån han med sin familj en stormig natt i en öppen båt kom ifatt den sista svenska konvojen, som förde dem till Malmö. Därifrån reste han till Göteborg, och redan efter en veckas vistelse i staden vidare med sin familj till England där de tillbragte tio, bekymmerslösa år i London.
I Göteborg mottogs Nonnen av Abraham Lorent, som redan 1807 hade lämnat Hamburg. Denne hade 1808 anlagt en fabrik för raffinering av importerat rörsocker vid Klippan, 1813 även ett porterbryggeri. På grund av kontinentalblockaden placerade Nonnen sin förmögenhet i Göteborg istället för London, som var den ursprungliga planen. Själv befann han sig i London. På våren 1819 stod det klart att Nonnen måste bistå svågrarna i deras verksamhet i Sverige, och han flyttade då till Göteborg i slutet av juli samma år. På hösten 1819 flyttade Nonnen in till staden från "Lerjeholm". Han bodde då i kommerserådet Broms hus vid Gustaf Adolfs Torg, i hörnet av Torggatan, där för övrigt även A. R. Lorent var skriven. År 1821 flyttade han till Södra Hamngatan 5, 1822 till Drottninggatan 14, 1823 till Södra Hamngatan 11, 1828 till Östra Hamngatan 5 och 1831 till Liseberg. Nonnens hyrde Liseberg på sommaren 1820, och två år senare, i januari 1822 köpte Nonnen Liseberg av Olof Melin för 10 000 riksdaler banco, vilket skulle erläggas i form av poster av porter, socker och sirap från de Lorentska bruken.
Den verksamhet som han övertog utgjorde 1820 Göteborgs största industri. Den 8 april 1836 köpte David Carnegie d.y. de Lorentska bruken på auktion, och i samband med Abraham Robert Lorents plötsliga död i maj 1833 försattes Nonnen och företaget i konkurs. Vad som ytterligare ökade svårigheterna var, att chefen för en firma i Hamburg, hos vilken sockerbruket haft obegränsad kredit, hade dött och arvingarna ville ha ut alla sina fordringar. Lorents urarva konkurs visade ett mycket stort underskott: tillgångarna uppgick till cirka 3 600 riksdaler banco mot skulder på cirka 1,2 miljoner riksdaler. John Nonnens bouppteckning från 1845 resulterade i en behållning på 737 riksdaler banco, och P. E. Lorents bouppteckning 1859 gav endast 200 riksdaler i behållning. Nonnen måste då avstå från all enskild egendom, inklusive landeriet Liseberg. Liseberg såldes på auktion den 8 augusti 1834, då det med anledning av den härjande epidemin kunde köpas billigt av Nonnens måg M. Morgan, pastor vid den engelska församlingen i Göteborg. Liseberg såldes för 12 150 riksdaler. Nonnen fick dock bo kvar som hyresgäst på Liseberg och kvarstanna som disponent i David Carnegies inköpta bruk. Sedan Carnegie flyttat tillbaka till Skottland 1841 blev Nonnen ensam ansvarig för produktionen och försäljningen. I juni 1844 uppvaktades Nonnen av ett donationsbrev på Liseberg av en tacksam Carnegie, med lydelsen:
| ” | Såsom bevis av vår belåtenhet med Herr John Nonnens omtanke och nit i avseende å vården av våra Fabriksangelägenheter, förbinda vi oss härmed att från den dag Herr Nonnens frånfälle inträffar till hans Enka, Fru Anne M. Nonnen, född Lorent, därest hon honom överlever betala såsom pension under Fru Nonnens återstående livstid ett belopp av tvåtusende (2.000) riksdaler banco årligen, ävensom att från dagen för fru Nonnens dödsfall, ifall hon efter sin man avlider, men eljest från den dag Herr Nonnen utur tiden bortgår, utbetala en fjärdedel årligen av berörda summa till vardera av deras fyra döttrar Mamsellerna Mary, Emily, Charlotte och Anne Nonnen, att för varje av dem utgå så länge hon efter bägge föräldrarnes dödsfall lever ogift. försäkras Göteborg den 29:de maj 1844. D. Carnegie & Co. | „ |

Efter Nonnens död 1845 övertogs ledningen av bruken av Oscar Ekman. Behållningen i Nonnens dödsbo var 737 riksdaler.
John Nonnen var en stor blomstervän. Han omskapade den forna empireträdgården på Liseberg och införde de första dahlierna till våra trakter samt planterade en mängd främmande trädslag och blommor. Hans sinne för naturen och hortikulturen gick i arv till sonen Edward Nonnen, vilken stiftade det första lantbruksinstitutet, Degeberg på Kålland.
Han är begravd på Örgryte gamla kyrkogård.
| ”                                                  | Götheborg den 8 Mars. Ett notabelt dödsfall har i dag på morgonen inträffat, då Chefen för f. d. Lorentska Bruken, som var i besittning af Hr David Carnegies oinskränkta förtroende och ägde hans procura till bedrifvande af detta numera i Carnegies händer varande etablissement, Hr John Nonnen afled i en ålder af 75 år. - Hr Nonnen, som sjelf på sin tid var chef för ett stort hus, först i Hamburg och sedan i London, blef omsider nödsakad att öfverflytta till Sverige, för att söka rädda sin förmögenhet, som af Svågern, aflidne A. R. Lorent, blifvit indragen i anläggandet af f. d. Lorentska Bruken. Detta lyckades honom icke, men han har här på platsen gjort sig känd såsom en älskvärd familjefar och en sträng ordningsman samt var i besittning af en för sina år högst sällsynt arbetsförmåga. | „ |
| – Post- och Inrikes Tidningar Onsdagen 14 maj 1845 | |   |